# 景陇金殿国
景陇金殿国（羅馬化：Mueang Ho Kham Chiang Rung），又稱景陇王国、景曨金殿國、勐泐、金龍國、车军民宣慰使司、车里宣慰使司，是一個曾經存在於中國雲南、緬甸、寮國邊境的傣族國家，首都位於今雲南省西雙版納傣族自治州的景洪市。其首領的頭銜是召片領。

## 历史
景陇金殿国的历史可大致划为两段：
- 早期 1180年—1290年
  - 叭真 1180年—1192年
  - 桑凯冷 1192年—13世纪
  - 道艾公  1290年以后
- 后期（以中原王朝为宗主国） 1312年—1805年

### 早期历史
景陇金殿国是傣族的一個分支傣仂建立的。叭真、帕雅真或叭真憨是银央酰连国（หิรัญนครเงินยางเชียงลาว）（在今日泰国清莱府清盛县）人，后来来到景洪，长期与当地的阿卡人和台语民族作战，于1180年率领傣仂人开创景陇金殿国。在位期间，将景陇金殿国扩张到景洪、景栋、孟胶（今越南北部）、孟潘（今老挝川圹省）、孟苏瓦（今老挝琅勃拉邦）、掸邦和罗涡，成为诸泰王国北部的首领。在征服了这些地区后，这些城市都将叭真奉为自己的祖先。1192年，在一场战争中，他的敌人向拾宋早再的国王昆洛求救。昆洛率军与叭真血战，叭真在此战中阵亡。
13世紀時，曾同時向元朝、蘭納以及緬甸進貢。1262年，景陇金殿国所属邑邦“勐闰”（闰邦）向南扩张，另建王城“清莱”、组联盟国家“勐闰”（八百媳妇国）。
因為景龍金殿國和「金齒百夷」各部控制了大理國主要產茶區，加之「滇藏茶馬古道」的繁盛，覆蓋範圍甚至拓展到湄公河流域的東南亞地區，側面證明景龍金殿國確實臣屬大理國，故而得到大理馬等重要戰略裝備，從而保障吐蕃馬沿「茶馬古道」經大理國其他地區進入景龍金殿國。正是由於景龍金殿國繁榮富庶，軍力強大，以致公元1253年大理國滅亡後，景龍金殿國還能獨自抵抗蒙古大軍達40年之久，直至公元1292年才歸順元朝。1296年，元朝派步鲁合答率军進入雲南，占领“勐闰”宗主国景陇金殿国；“勐闰”又灭向元朝纳贡的孟人哈里奔差国。1296年，元朝在景陇金殿国设置徹里軍民總管府，任命诏勐泐（泐国国王）刀补瓦为世袭总管，從此開始，景隴成為中國的一個土司。景陇金殿国不战而降，对其南面的“勐闰”造成巨大压力，勐闰的诏芒莱利用与景陇金殿国王室之间的亲戚关系，对统治者内部进行分化，使景陇金殿国统治者分化为降元与反元两派，不愿归附元朝的，纷纷南下与勐闰联合抗元，增强了勐闰的实力。景陇金殿国成为元朝南征其他傣族王国大后方，元军征夫筹粮，民众苦不堪言，纷纷往南迁徙，“勐闰”人口不断增加，景陇金殿国人口随之减少。
1382年（洪武十五年），车里的召片领刀坎内附。洪武帝以其地改置为车里军民府，以刀坎为知府。后来在1384年（洪武十七年）改置为车里军民宣慰使司，以刀坎为宣慰使。这一地区的权利真空迅速被取代勐闰而成立的兰纳王国夺取。兰纳孟莱王将景陇金殿国收为朝贡国。16世纪初兰纳的影响力遭到削弱，景陇金殿国得到了一段短暂的自治时期，直到1558年缅甸东吁王朝征服兰纳。勃印曩所统治的缅甸将整片区域归入自己治下，景陇金殿国成为了缅甸的朝贡国。缅甸将景陇金殿国及周边地区划为12个“版”（行政区划名），傣仂人称其为“西双版纳”（即“十双版纳”）。西双版纳后来成为缅甸和清朝间的缓冲地带。由于地处封闭的云南高原南端，这些王朝任其发展，傣族文化在这封闭的环境中得到一定的发展与保留。
为恢复被缅甸夺取的人力，拉玛一世和清迈王国Kawila王先后入侵景陇金殿国，以将那里的傣族人带到难府和其他兰纳城市。今日，难府尚有泰国最大的傣仂族社区。傣仂族和文化因此涌入兰纳王朝。
18世纪末的连续战争使得大量傣仂人流离失所。今日在泰国和老挝北部仍能找到一些傣仂族村落。

### 晚期历史
辛亥革命后，景陇金殿国的王国时期理论上结束了。但是中华民国仍将当地统治者视为土司。景陇金殿国末代领主刀世勋和原议事庭庭长、表妹夫召存信一同作为西双版纳首席代表，前往北京参加了国庆观礼。1950年，中國共產黨進行改土歸流，廢除景隴土司，自此景隴金殿國滅亡。西双版纳傣族自治区在1953年建立，1955年成为自治州。召存信从1953到1992年一直担任西双版纳州州长。
统治阶级的部分成员在1949年逃亡至泰国。刀世勋在1986年访问了他们。

## 书目
- Carey, Fred. W. . The Geographical Journal. 1899, 14 (4): 378-394. ISSN 0016-7398. doi:10.2307/1774450.
- Davies, Henry Rodolph. . Cambridge: Cambridge University Press. 2010. ISBN 978-1-108-01079-5.
- Giersch, Charles Patterson. . Cambridge, Mass: Harvard University Press. 2006. ISBN 978-0-674-02171-6. OCLC 62330982.